# レコード・コレクターズ
『レコード・コレクターズ』（Record Collectors' Magazine）は、1982年（昭和57年）に創刊された日本の月刊音楽雑誌である。株式会社ミュージック・マガジン発行。通称、レココレ。

## 概要
1982年4月に、『ミュージック・マガジン』の別冊として隔月刊で創刊された。その後独立し、1985年5月号 (Vol.4, No.1)  より月刊化されている。リイシュー盤が発売されるアーティストなどの特集や、リイシュー（reissue。再発売）盤のレビュー等が中心である。
創刊当初はジャズ、（ロック以前の）ポピュラー音楽、R&B、ジャイブなどがメインで扱われていたが、1986年9月号 (Vol.5, No.9) の特集「ガール・グループス」および「ボサ・ノーヴァ」をかわきりに、1960年代以降のポップス、ロックを中心に扱われるようになった。
毎号、老舗音楽誌らしい独特の編集方針で、例えば2020年（令和2年）5月号では「聴き手を魅了してやまない60年代～80年代の名演を徹底解説」を掲げ、『究極のギター・ソロ：ロック編』と題して、執筆陣25人が「究極のギター・ソロ」「必聴の203曲」を選び紹介。YOUNG GUITARやPlayerなどの専門誌でも「なかなかお目にかかれない、これまでにありそうでなかった企画」を展開している。

## 編集長
- 中村とうよう（創刊号 - 1989年〈平成元年〉4月号）
- 脇谷浩昭（1989年5月号 - 1993年4月号）
- 寺田正典（1993年5月号 - 2011年9月号）
- 佐藤有紀（2011年10月号 - 2020年〈令和2年〉12月号）
- 祢屋康（2021年1月号 - ）

## 主な執筆者・寄稿者
- 青山陽一 - シンガーソングライター
- 岡田敏一 - 産経新聞編集委員
- 大鷹俊一 - 音楽評論家
- サエキけんぞう - ミュージシャン
- 篠原章 - 評論家・元大東文化大学教授
- 杉原志啓 - 音楽評論家
- 中村公輔 - ミュージシャン・作曲家
- 萩原健太 - 音楽評論家
- 長谷川町蔵 - 著述家
- 本秀康 - イラストレーター・漫画家。ジョージ・ハリスンの熱狂的ファン、コレクター
- 安田謙一 - 文筆家
- 湯浅学 - 音楽評論家